# Кубачи
Кубачи́ (куб. — Арбука́нти) — село (с 1965 по 2015 года — посёлок городского типа) в Дахадаевском районе Республики Дагестан.
Образует сельское поселение «село Кубачи» (в 2005—2015 годах — городское поселение посёлок Кубачи).
Один из крупнейших на Кавказе традиционных центров художественной обработки металла, а также резьбы по камню и дереву. С раннего Средневековья известен изготовлением кольчуг и оружия.

## География
Село расположено в междуречье рек Мехкилекотты и Кинтуракотты, в 16 км к юго-западу от районного центра — Уркарах и в 170 км к югу от города Махачкала.

## История
В VI—XV веках аул являлся центром независимой области Зирихгерана, жители которой были известны под именем зирихгеран (от персидского кольчужники).
Динар из Кубачей датируется 815/816 годами.
С XV века жители известны под тюркским именем Кубачи с тем же значением.
Около 1305 года жители села принимают ислам. Накануне исламизации Зирихгеран, очевидно, переживал политический кризис. Согласно преданию, среди жителей главного селения Зирихгерана происходит раскол, причем меньшая часть жителей основывает село Ашты. Вскоре часть зирихгеранцев отпадает от главного селения и основывает село Шири и Сулевчи. Второе образовалось, когда кубачинцы решили построить мельницы у реки и поставили хозяйства для ухода за ними. Именно этим периодом, то есть XIII—XIV веками, исследователи склонны датировать строительство вокруг Зирихгерана крепостных стен с башнями-фортами, остатки которых сохранились доныне. Согласно Фануччи выстроили и заселили поселение Кубачи генуэзцы. В XVIII веке академик Иоганн Антон Гильденштедт в описании своего путешествия по Кавказу сообщил, что в Кубачи живут потомки генуэзцев.
Кубачинцы-зерихгерани выплавляли железо из руды в местности Хябкойла катала около аула Чумли, а затем металл привозился в Угбуг-Кубачи, где его окончательно обрабатывали.
Согласно местному преданию, Верхний квартал селения принял ислам на 7 лет позже Нижнего. Отмечается, что исламизация Зирихгерана носила принудительный характер и была осуществлена посредством договора. Большую роль в этом сыграли, с одной стороны, упорные походы газиев с кайтагских баз (из Кала-Корейша, а затем и шейха Хасана из Шири), а с другой — Шамхала и газиев Кумуха.

Около 1467 года впервые упоминается имя Кубачи или Гюбечи, что на тюркском означает «бронники, изготовители доспехов».

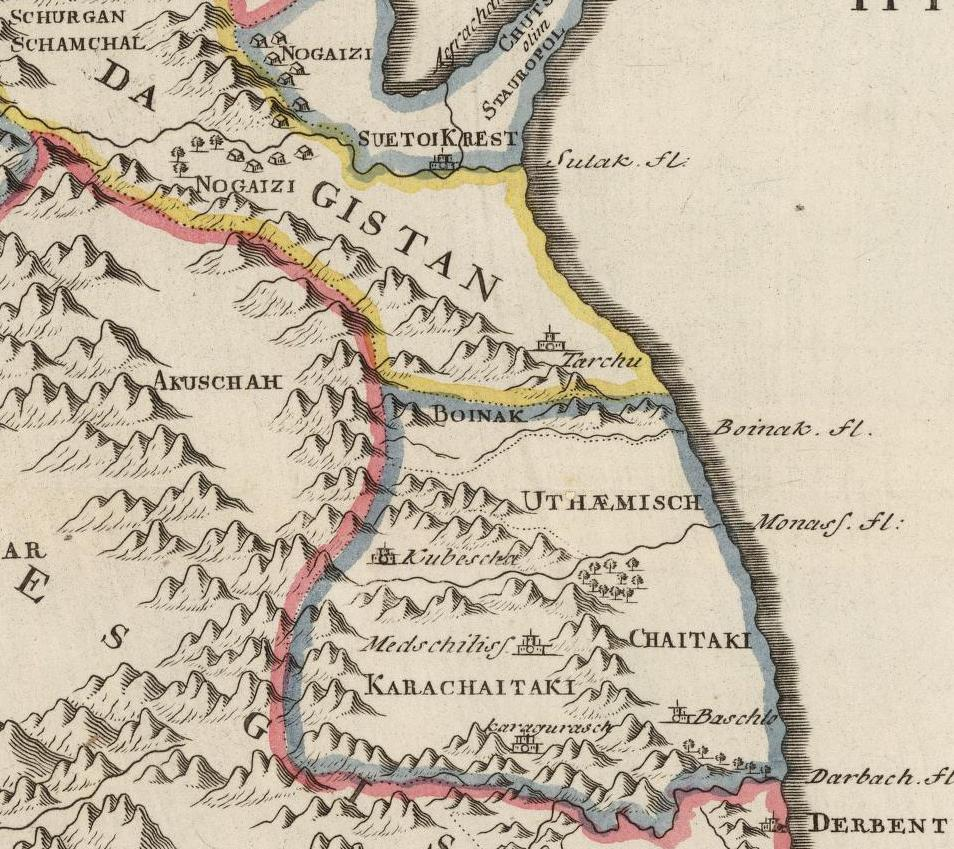
Кубачи («Kubescha») на карте Гербера 1728 года

Путешественник начала XVIII века А. И. Лопухин так описывает Кубачи в своих сочинениях:
От сего города (Дербента) в горах на полтора дни езды есть один город, именуется Кубеши, о котором сказывают, что место жилом великое и есть около ево стена каменная. А особливо, сказывают, очень крепок положением места. Жители в нём все люди мастеровые и торговые, ни с кем ссоры не имеют и они никого не слушают, живут сами собою, а управителей из своей братьи имеют погодно. Ремесло у них такое — делают много хорошева ружья мелхого, также, сказывают, и пушки льют. Они ж имеют у себя немалое довольство шерсти, ис которой сукна делают сами, и по их мастерству не худо делают. А шерсть у них изрядная и мехка, купят оную весом в батман, в котором 14 фунтов, за самую добрую по 20 алтын батман, а иное время и меньши. И складывана та шерсть с гишпанскою шерстью, хороша. А такова не будет, токмо ис тамошних шерстей лутче её нигде не сыщется.
О кубачинцах в XVIII веке российский государственный деятель и историк В. Татищев высказал следующие:

Кубачи, есть малый народ в Дагистани, но весьма прославленный их работами, как например ружья, сукно, бурки, золотые, серебреные и железные мелочи, и чрез то немало от них подложных монет персидских, турецких и русских златых и серебреных происходит.

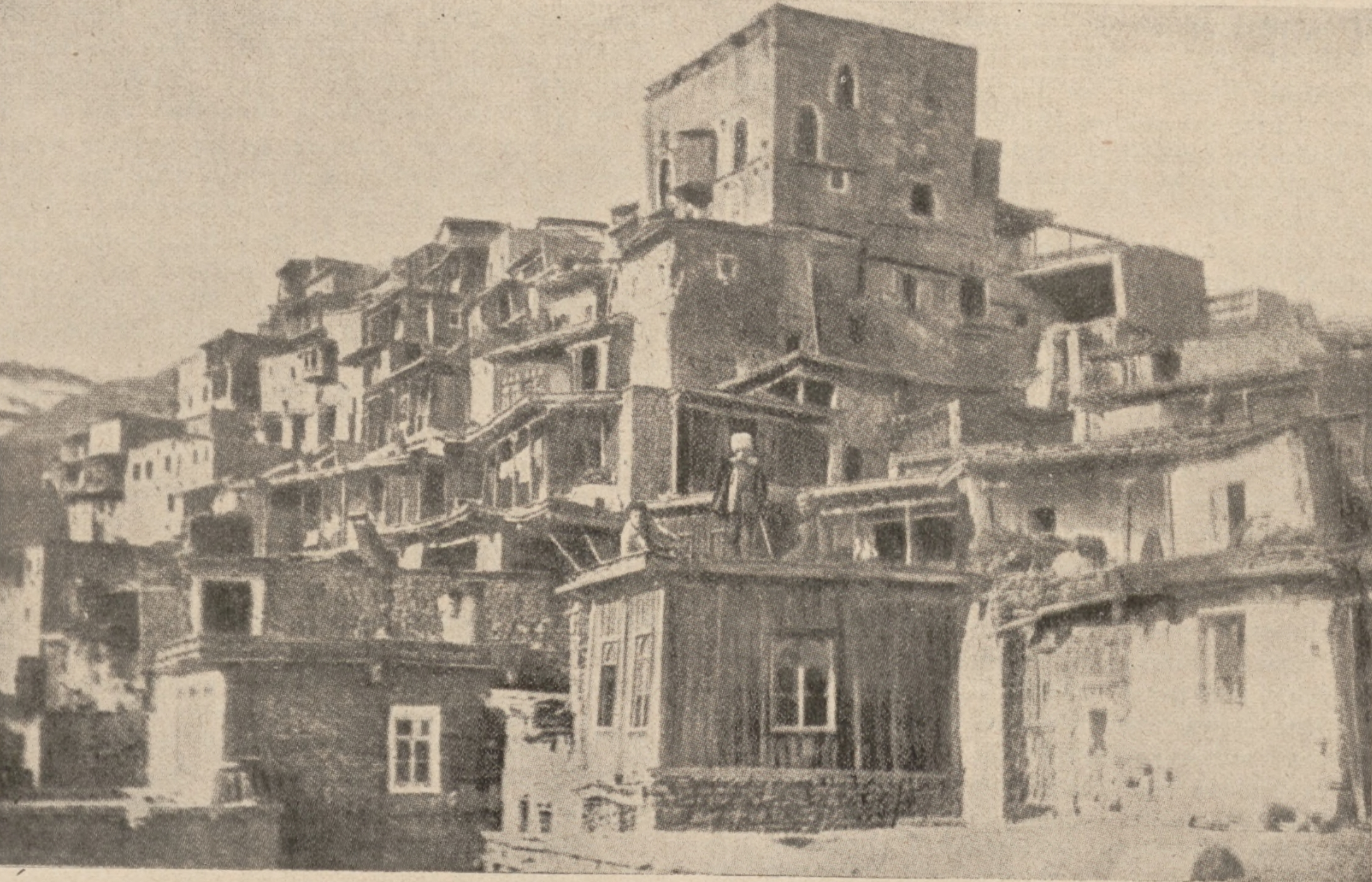
Кубачи. Фото опубликовано в журнале Северный Кавказ в 1936 году

С 1965 по 2015 года носил статус посёлка городского типа. В соответствии с постановлением Народного собрания Республики Дагестан от 25 июня 2015 года посёлок Кубачи был преобразован в село.

## Этимология
Местное название села Кубачи Угъубаже (ГIугъубаже) не поддается этимологизации из кубачинского языка ввиду того, что оно является значительно изменённым в течение длительного времени тюркским названием Губеши—Гюбеши—Гёбеши—Гюбежи—Губечи—Кюбечи—Кубачи. Самоназвание угъбуг (гӏугъбуг) и угъбуган (гӏугъбуган) являются производными от названия селения Угъубаже. Тюркоязычное название села Губеши означает — «кольчужники, кольчугоделатели»[страница не указана 451 день] .

## Население
| 1895  | 1926  | 1939  | 1970  | 1979  | 1989  | 2002  |
| ----- | ----- | ----- | ----- | ----- | ----- | ----- |
| 2241  | ↘1733 | ↗2036 | ↘1805 | ↗1822 | ↘1753 | ↗2781 |
| 2009  | 2010  | 2012  | 2013  | 2014  | 2015  | 2016  |
| ↗2877 | ↗3060 | ↘3050 | ↗3057 | ↘3053 | ↘3046 | ↘3034 |
| 2017  | 2018  | 2019  | 2020  | 2021  | 2023  | 2024  |
| ↘3012 | ↘3002 | ↘2969 | ↘2965 | ↗3049 | ↘3033 | ↘3004 |
| 2025  |       |       |       |       |       |       |
| ↘2982 |       |       |       |       |       |       |

Национальный состав
Кубачинцы (самоназвание угбуган) — дагестанский народ, коренной народ Дагестана, географически входивший в древности в пределы Кавказской Албании. Относятся к кавкасионскому типу европеоидной расы.
У кубачинцев доминирует Y-хромосомная гаплогруппа J1 — 98 %.

## Современное состояние

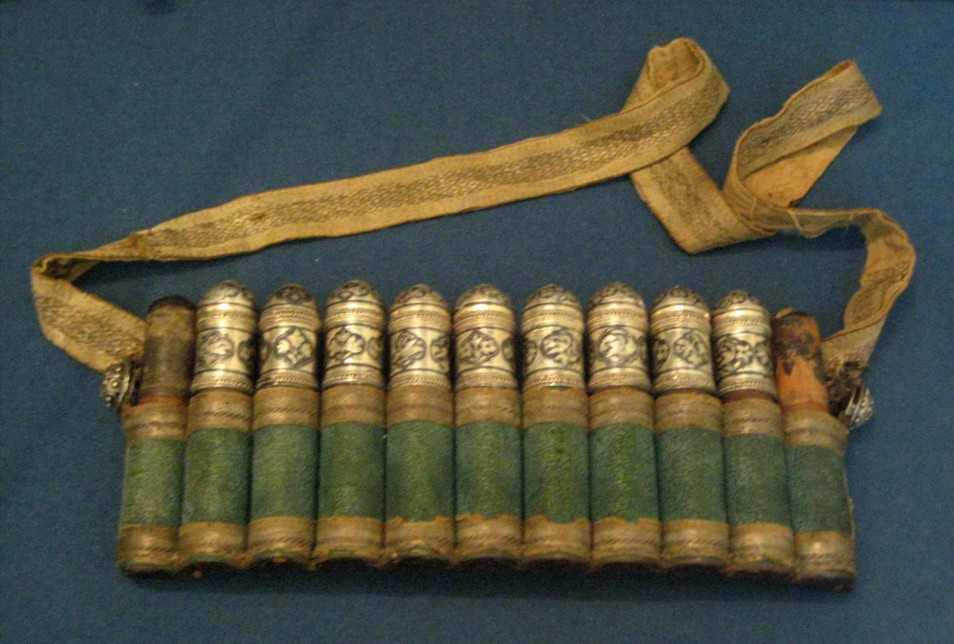
Газырница, сделанная мастерами Кубачей

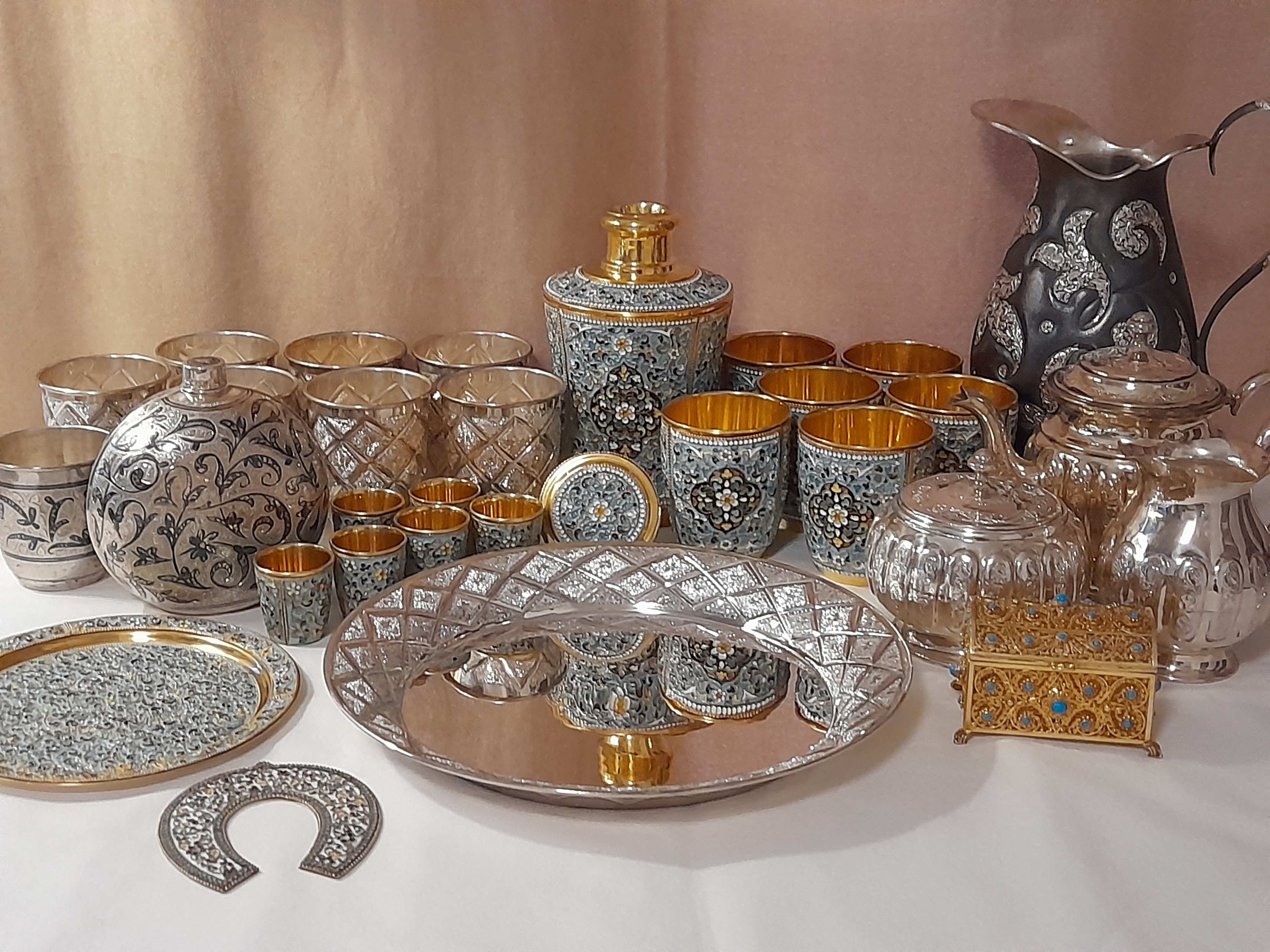
Коллекция современного Кубачинского серебра в Осло

Село расположено на высоте 1600—1800 метров над уровнем моря. Самое знаменитое ремесло кубачинцев — производство художественных изделий из металла, от оружия и военных доспехов до украшений и предметов домашнего обихода. Во времена Советского союза важнейшим предприятием села являлся Кубачинский художественный комбинат, на котором работало до 500 человек.
С 2018 года группой единомышленников при поддержке Российского фонда культуры, в селении проводится международная графическая биеннале и выставка-конкурс работ «Кубачинская башня» (раз в два года). Руководитель проекта — народный художник Дагестана Юсуп Ханмагомедов.
В трёх прошедших выставках биеннале (2018, 2020, 2022) приняло участие более 600 профессиональных графиков и студентов вузов из России, Чехии, Турции, Нидерландов, Азербайджана, Белоруссии, Германии, Франции, Украины, Болгарии, Мексики, Венесуэлы и др. стран.
Параллельно для художников биеннале в Кубачи проводится недельный пленэр «Кубачинская башня».

## Известные уроженцы
Родившиеся в Кубачи:
- Ахмед Мунги — знаменитый даргинский поэт, певец.
- Абу-Бакар Ахмедхан (Ахмедхан Абакаров) — писатель, публицист, сценарист, первый даргинский профессиональный драматург. Народный писатель Дагестанской АССР (1969).
- Магомедова Манаба Омаровна — художник по металлу.
- Магометов Александр Амарович — лингвист, специалист по языкам даргинской группы и лезгинским языкам, а также истории кавказоведения.
- Магомедов Гаджибахмуд Магомедович — художник декоративно-прикладного искусства, лауреат премии им. Репина
- Алиханов Расул Алиханович — художник-ювелир, лауреат премии им. Репина.
- Шамов, Ибрагим Ахмедханович — советский и российский врач, заслуженный деятель науки Российской Федерации.
- Расулов Магомед-Расул Расулович — писатель и драматург, литературовед

## В филателии
В 1963 году в СССР был выпущен художественный маркированный конверт «Кубачинские изделия. РСФСР. Дагестан».